# Брунениекс, Мартиньш
Ма́ртиньш Бру́нениекс (латыш. Mārtiņš Bruņenieks; 24 ноября 1866, Саукенская волость (ныне Виеситский край, Латвия) — 27 июля 1950, Рига) — латвийский педагог, филолог и исследователь латышской мифологии.

## Биография
Родился 24 ноября 1866 года в Саукенской волости Фридрихштадтского уезда (Курляндская губерния).
Начальное образование получил в Саукской школе, Екабпилсской уездной школе и в Елгавской классической гимназии. В 1892 году окончил филологический факультет Московского университета, где изучал славянскую филологию. С 1892 по 1894 учитель в Рижской гимназии. С 1894 по 1922 год жил в Киеве, где работал учителем в гимназии и лектором немецкого языка в университете. В 1922 году вернулся в Латвию, до 1939 года работал учителем в Екабпилсской гимназии. В 1944 году назначен лектором немецкого языка и профессором Латвийского университета.
В 1926 году был награжден наивысшей наградой Латвии — орденом Трёх звёзд 4 степени. В 1939 году награжден Крестом признания 3 степени.
Скончался 27 июля 1950 в Риге. Похоронен на Лесном кладбище.

## Научная деятельность
В 1892 году вышла первая публикация в сборнике «Pūrs» статья «Lielu vītu psiholoģija». В 189 году написал «История английской цивилизации». Автор учебников на латышском и немецком зыке. Являлся исследователем латышской мифологии используя сравнительное языкознание.

## Публикации
- 1897 — «Anglijas kultūras vēsture»
- 1928 — «Jāņi — auglības svētki»
- 1928 — «Mūsu valodas krusts un bēdas»
- 1930 — «Senlatviešu reliģiskais pasaules uzskats»
- 1939 — «Senlatviešu Māra»
- 1940 — «Senlatviešu Laima»